# Circuito del Compitese
Le Circuito del Compitese est une course cycliste italienne disputée au mois de mars autour de San Ginese di Compito, hameau de la commune de Capannori en Toscane. Créée en 2016, elle est organisée par l'US Lucchese 1948. 
Durant son existence, cette épreuve fait partie du calendrier régional de la Fédération cycliste italienne, en catégorie 1.19. Elle est donc ouverte aux coureurs espoirs (moins de 23 ans) ainsi qu'aux élites sans contrat. 

## Palmarès
| Année | Vainqueur       | Deuxième            | Troisième          |
| ----- | --------------- | ------------------- | ------------------ |
| 2016  | Nicola Bagioli  | Marco Bernardinetti | Elia Zanon         |
| 2017  | Mark Padun      | Seid Lizde          | Federico Sartor    |
| 2018  | Umberto Marengo | Federico Sartor     | Marco Borgo        |
| 2019  | Riccardo Verza  | Francesco Di Felice | Francesco Messieri |